# Кишш, Мате
Мате Кишш (венг. Máté Kiss, 30 апреля 1991, Дьер, Венгрия) — венгерский футболист, полузащитник «Дьирмот». Экс-игрок молодёжных сборных Венгрии. 

## Клубная карьера
Мате родился в городе Дьёр. Футболом стал заниматься в одноименном клубе родного города, и в 2008 году был отправлен в первую команду, а дебют игрока состоялся 10 апреля 2009 года в матче с МТК. В 2012 году Кисса отправили в аренду в клуб «Шиофок», за который сыграл 18 матчей и забил 2 гола. В 2013 игрок вновь ушел в аренду в клуб «Мезёкёвешд». За этот клуб, Кишш также сыграл 18 матчей, но не забил ни одного гола и в «Дьёр». Десять дней спустя, 9 июля 2014 года Мате в третий раз ушел в аренду, в «Дьирмот». Отыграв сезон в аренде, Мате перешел в клуб на постоянной основе. 